# Jindřich III. z Baru
Jindřich III. z Baru (1259 – září 1302, Neapol) byl v letech 1291 až 1302 hrabětem z Baru.

## Život
Jindřich se narodil jako nejstarší syn hraběte Theobbalda II. z Baru a jeho druhé manželky Jany z Toucy.
Jindřichův vstup do vojenského života přišel, když se stal rytířem v konfliktu mezi jeho otcem a biskupem z Mét. Pak sloužil lotrinskému vévodovi Fridrichovi III. Právě se připravoval na křížovou výpravu, když jeho otec zemřel.
V roce 1284 se Jana I., královna navarrská a hraběnka za Champagne provdala za prince Filipa, dědice francouzského trůnu, budoucího krále Filipa IV. Jindřich reagoval vlastním sňatkem s princeznou Eleonorou, dcerou anglického krále Eduarda I. Když vypukla válka mezi Francií a Anglií, Jindřich byl do ní vtažen. Boje ustaly po míru z Brug v roce 1301. Podle mírových podmínek se Jindřich vzdal několika svých pevností a vzdal hold králi Filipovi za část svých pozemků. Zavázal se také bojovat na Kypru proti muslimům.
Jindřich proto podnikl cestu do Neapolského království. Pomáhal Karlovi II. Neapolskému proti invazi Fridricha II. Sicilského, byl raněn v boji a v září 1302 na následky zemřel.

## Manželství a potomci
20. září 1293 se asi čtyřiatřicetiletý hrabě v Bristolu oženil s o deset let mladší princeznou Eleonorou, dcerou anglického krále Eduarda I. a jeho první manželky Eleonory Kastilské. Manželé spolu měli dvě dětiː
- Eduard I. z Baru
- Jana z Baru